# Presidenti della Provincia di Sassari
Questo elenco riporta i presidenti della Provincia di Sassari.

## Regno d'Italia (1861-1946)

### Presidenti del Consiglio provinciale (1861-1924)
- Niccolò Ferracciu (1862-1863)
- Enrico Garau (1963-1864)
- Antonio Maninchedda (1865-1870)
- Antonio Giuseppe Satta Musio (1870-1871)
- Gavino Soro Pirino (1871-1872)
- Nicola Pasella (1872-1878)
- Antonio Manunta Manca (1878-1882)
- Antonio Campus (1882-1887)
- Pietro Salis (1887-1896)
- Pasquale De Murtas (1896-1905)
- Michele Abozzi (1905-1910)
- Filippo Garavetti (1910-1911)
- Antonio Mossa (1911-1912)
- Filippo Garavetti (1912-1914)
- Ciriaco Offeddu (1914-?)

### Presidenti della Deputazione provinciale (1889-1924)
| Nº  | Nº | Ritratto | Nome                                     | Mandato         | Mandato         | Partito                      |
| Nº  | Nº | Ritratto | Nome                                     | Inizio          | Fine            | Partito                      |
| --- | -- | -------- | ---------------------------------------- | --------------- | --------------- | ---------------------------- |
| 1   |    |          | Antonio Martinez                         | 1889            | 1892            | ?                            |
| 2   |    |          | Michele Abozzi                           | 1892            | 1898            | ?                            |
| 3   |    |          | Antonio Vincentelli                      | 1898            | 1903            | ?                            |
| 4   |    |          | Antonio Campus                           | 1903            | 1906            | ?                            |
| 5   |    |          | Diego Murgia                             | 1906            | 1910            | ?                            |
| (3) |    |          | Antonio Vincentelli                      | 1910            | 1914            | ?                            |
| (5) |    |          | Diego Murgia                             | 1914            | ?               | ?                            |
| (2) |    |          | Michele Abozzi                           | 14 agosto 1922  | maggio 1923     | Unione Nazionale Democratica |
|     |    |          | Giovanni Zirolia                         | maggio 1923     | 3 dicembre 1923 | Partito Popolare Italiano    |
| –   |    |          | Mauro Di Sanza (Commissario prefettizio) | 4 dicembre 1923 | 31 gennaio 1924 | —                            |

### Presidenti della Commissione provinciale (1924-1929)
- Attilio Fais (31 gennaio 1924-16 febbraio 1924)[2]
- Mauro Di Sanza (16 febbraio 1924-settembre 1925)
- Emiliano Pizzoni (settembre 1925-agosto 1926)
- Giovanni Fumu (agosto 1926-23 aprile 1929)

### Presidi del Rettorato (1929-1944)
| Nº | Nº | Ritratto | Nome             | Mandato        | Mandato | Partito                    |
| Nº | Nº | Ritratto | Nome             | Inizio         | Fine    | Partito                    |
| -- | -- | -------- | ---------------- | -------------- | ------- | -------------------------- |
| 1  |    |          | Lare Marghinotti | 23 aprile 1929 | 1943    | Partito Nazionale Fascista |

## Repubblica Italiana (1946-2016)

### Presidenti della Deputazione provinciale (1944-1951)
- Eugenio Manunta Bruno (febbraio 1944-27 giugno 1944) – Commissario prefettizio
- Eugenio Manunta Bruno (27 giugno 1944-1946)
- Giovanni Berino (1946-1948)
- Nino Campus (1948-1952)[4]

### Presidenti della Provincia (dal 1951)
| Periodo           | Periodo           | Presidente                    | Partito                            | Carica                       | Note  |
| ----------------- | ----------------- | ----------------------------- | ---------------------------------- | ---------------------------- | ----- |
| 1952              | 1956              | Nino Campus                   | Democrazia Cristiana               | Presidente della Provincia   |       |
| 1956              | 1961              | Antonio Porqueddu             | Democrazia Cristiana               | Presidente della Provincia   | [ 5 ] |
| 22 settembre 1961 | 1964              | Lorenzo Forteleoni            | Democrazia Cristiana               | Presidente della Provincia   |       |
| 1964              | 1970              | Salvatore Maniga              | Democrazia Cristiana               | Presidente della Provincia   |       |
| 1970              | aprile 1974       | Gavino Bazzoni                | Democrazia Cristiana               | Presidente della Provincia   |       |
| aprile 1974       | 1975              | Michele Corda                 | Democrazia Cristiana               | Presidente della Provincia   |       |
| 1975              | 1980              | Giommaria Cherchi             | Partito Comunista Italiano         | Presidente della Provincia   |       |
| 1980              | 1985              | Giovanni Desini               | PSDI                               | Presidente della Provincia   |       |
| 1985              | 1990              | Vittorio Francesco Sanna      | Democrazia Cristiana               | Presidente della Provincia   |       |
| 7 agosto 1990     | 12 giugno 1994    | Giacomo Sanna                 | Partito Sardo d'Azione             | Presidente della Provincia   |       |
| 12 giugno 1994    | 1995              | Antonio Pompedda              | Partito Democratico della Sinistra | Presidente della Provincia   |       |
| 1995              | 30 aprile 2000    | Pietro Soddu                  | Partito Popolare Italiano          | Presidente della Provincia   |       |
| 30 aprile 2000    | 9 maggio 2005     | Franco Masala                 | Forza Italia                       | Presidente della Provincia   |       |
| 9 maggio 2005     | 29 maggio 2015    | Alessandra Giudici            | La Margherita/Partito Democratico  | Presidente della Provincia   | [ 6 ] |
| 29 maggio 2015    | 3 agosto 2019     | Guido Sechi                   |                                    | Amministratore straordinario | [ 7 ] |
| 3 agosto 2019     | 19 settembre 2024 | Pietro Fois                   |                                    | Amministratore straordinario | [ 8 ] |
| 19 settembre 2024 | in carica         | Gavino Salvatore Eugenio Arru |                                    | Amministratore straordinario | [ 9 ] |